# Dizzee Rascal
Dizzee Rascal, pseudonimo di Dylan Mills (Londra, 18 settembre 1984), è un rapper britannico.

## Biografia
Dylan nasce e cresce nella East London assieme alla madre, di cui è figlio unico. Suo padre è nigeriano e sua madre ghanese. A scuola denota problemi con l'apprendimento e con i rapporti con i docenti: il suo soprannome Rascal (scalmanato) gli viene affibbiato dai suoi stessi professori. Alle difficoltà scolastiche assomma la vita di strada: inizia con il rapinare fattorini della pizza e a rubare automobili.
L'unica materia scolastica in cui si distingue è la musica: il suo insegnante lo sprona a produrre musica con l'ausilio del personal computer. Dizzee affina le sue tecniche ed inizia a far conoscere il proprio innovativo suono nell'ambiente della musica UK garage. Presto, rendendosi conto che il genere non è quello che fa per lui, inizia a scrivere liriche in rima e ad ispirarsi ai suoni dell'hip hop statunitense. Successivamente entra nella Roll Deep Crew e realizza il singolo I Luv U, brano sperimentale che poi diventa una garage hit.
Nel giugno del 2003 Dizzee pubblica Boy In Da Corner, il suo primo album pubblicizzato dal singolo Fix Up, Look, Sharp, il cui video finisce in rotazione su MTV. Due mesi dopo vince il Mercury Prize, ambito premio a livello britannico. Dopo una collaborazione in Kish Kash dei Basement Jaxx, l'LP di Dizzee sbarca nella classifica statunitense nel gennaio 2004. Nel settembre dello stesso anno è la volta di Showtime, secondo album solista da cui viene estratto il singolo Dream.
Al compimento dei suoi diciotto anni aprì un concerto live di Jay-z e venne classificato da alcuni industrial musicali inglesi come "miglior promessa" insieme a 50 Cent e Yeah Yeah Yeahs. Dizzee Rascal ha anche collaborato con la Electronic Arts con il singolo Stand Up Tall che venne usato come sottofondo nel gioco Fifa Street nel 2005. Il singolo Stand Up Tall è un singolo compreso nell'album Showtime il quale, contrariamente che in UK dove divenne disco di platino, negli U.S.A. vendette appena 17 000 copie (ancor meno del suo album di debutto).
Nel 2009 è stato pubblicato il quarto album di Rascal, intitolato Tongue N' Cheek, da cui ben tre singoli estratti Dance Wiv Me, Holiday, e Dirtee Disco hanno raggiunto la prima posizione della Official Singles Chart. Grazie al successo ottenuto, Rascal vince il BRIT Award 2010 nelle categorie "Best British Male " e "Best International Act". Nel 2010 inoltre collabora con Florence and the Machine nel mesh-up You Got the Dirtee Love (You've Got the Love e Dirtee Love) e con Shakira per la versione inglese del singolo Loca, primo estratto dal settimo album in studio della cantante colombiana Sale el Sol. Nel 2016 pubblica con Calvin Harris il singolo Hype. 
A febbraio 2024 è stato pubblicato l'album Don't take it personal. 

## Curiosità
- Viene citato nella canzone Non mettere le mani in tasca, dell'album Le dimensioni del mio caos del rapper pugliese Caparezza[7]:

«sei nell'angolo più di Dizzee Rascal».
- Viene citato nella bonus track dell'album Mr. Simpatia del rapper Fabri Fibra, copio pure Dizzee Rascal, c'ho il rap velenoso.

## Discografia

### Album
- 2003: Boy in da Corner
- 2004: Showtime
- 2007: Maths + English
- 2009: Tongue N' Cheek
- 2013: The Fifth
- 2017: Raskit
- 2020: E3 AF
- 2024: Don't take it personal

### Singoli
- 2003: I Luv U
- 2003: Fix Up, Look Sharp
- 2003: Jus' a Rascal
- 2004: Stand Up Tall
- 2004: Dream
- 2004: Off 2 Work/Graftin'
- 2007: Sirens
- 2007: Pussyole (Old Skool)
- 2007: Flex
- 2008: Dance wiv Me feat. Calvin Harris & Chromeo
- 2009: Bonkers feat. Armand Van Helden
- 2009: Holiday feat. Chromeo & Calvin Harris
- 2009: Dirtee Cash
- 2010: You Got the Dirtee Love feat. Florence and the Machine
- 2010: Dirtee Disco
- 2012: Scream feat. Pepper
- 2013: Do You Remember feat. Akka & Céline Dion (cover Sean Paul, Jay Sean, Lil Jon)

### Collaborazioni
- 2016: Hype Dizzee Rascal e Calvin Harris